# Kūheh-ye Yek
Kūheh-ye Yek (persiska: کوهه یک) är en ort i Iran.   Den ligger i provinsen Khuzestan, i den västra delen av landet, 600 km sydväst om huvudstaden Teheran. Kūheh-ye Yek ligger 17 meter över havet och antalet invånare är 166.
Terrängen runt Kūheh-ye Yek är mycket platt. Runt Kūheh-ye Yek är det ganska tätbefolkat, med 144 invånare per kvadratkilometer. Närmaste större samhälle är Ḩamīdīyeh, 19,0 km norr om Kūheh-ye Yek. Omgivningarna runt Kūheh-ye Yek är i huvudsak ett öppet busklandskap.